# Kieneck (Gutensteiner Alpen)
Das Kieneck ist ein 1106 m ü. A. hoher Berg in den Gutensteiner Alpen in Niederösterreich. Der Gipfel liegt im Gemeindegebiet von Furth an der Triesting, nahe den Grenzen zu den Nachbargemeinden Muggendorf und Ramsau.
Auf dem Gipfel befindet sich die Enzianhütte der Sektion Enzian des Österreichischen Alpenvereins.
Das Kieneck liegt etwa in der Mitte des Dreiecks Araburg im Norden, Almesbrunnberg im Südosten und Unterberg im Südwesten.

## Wege
Das Kieneck ist von den umliegenden Gemeinden Furth, Hainfeld, Kaumberg, Thal und Weissenbach über gut fußläufige Waldwege erreichbar.

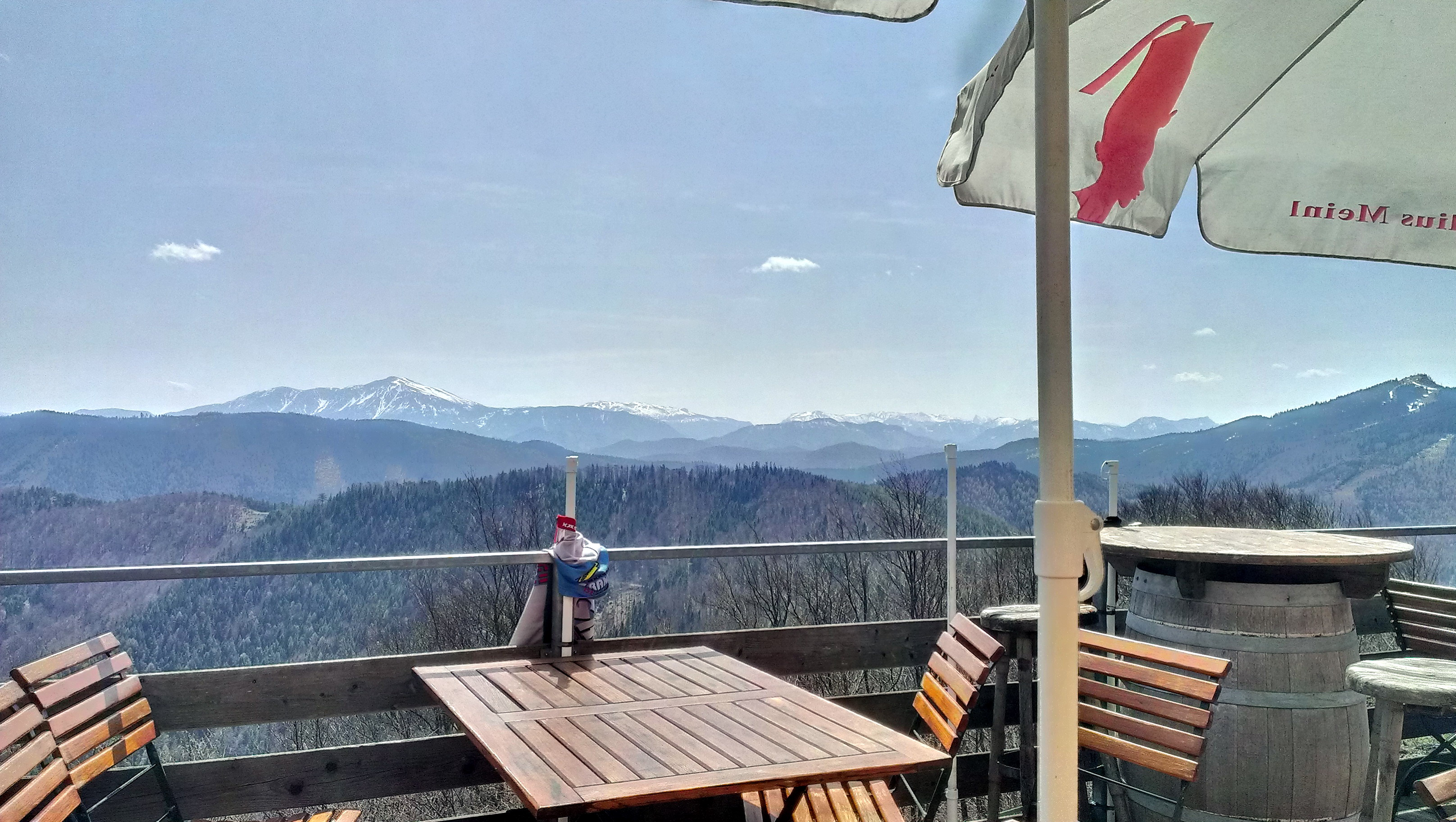
Blick von der Enzianhütte in Richtung Schneeberg